# Fuchunjiang (köpinghuvudort i Kina, Zhejiang Sheng, lat 29,71, long 119,65)
Fuchunjiang (kinesiska: 富春江镇) är en köpinghuvudort i Kina. Den ligger i provinsen Zhejiang, i den östra delen av landet, omkring 78 kilometer sydväst om provinshuvudstaden Hangzhou. Antalet invånare är 25 859. Befolkningen består av 12 317 kvinnor och 13 542 män. Barn under 15 år utgör 12,0 %, vuxna 15-64 år 74 %, och äldre över 65 år 13,0 %.
Runt Fuchunjiang är det ganska tätbefolkat, med 199 invånare per kvadratkilometer. Närmaste större samhälle är Qiantan, 14,6 km sydväst om Fuchunjiang. I omgivningarna runt Fuchunjiang växer i huvudsak blandskog.
Genomsnittlig årsnederbörd är 2 207 millimeter. Den regnigaste månaden är juni, med i genomsnitt 474 mm nederbörd, och den torraste är januari, med 82 mm nederbörd.